# Domenico Campana
Domenico Campana (* 24. Februar 1929 in Reggio Calabria; † 9. September 2022 in Rom) war ein italienischer Filmjournalist, Autor und Regisseur.

## Leben
Campana war Journalist und arbeitete als Filmkritiker; er drehte und verantwortete zahlreiche Nachrichten-Beiträge für das italienische Fernsehen. Ab 1969 war er auch als Regisseur und Drehbuchautor in diesem Metier tätig; 1980 drehte er erstmals einen fiktionalen Stoff. Der 1984 ebenfalls für den Bildschirm entstandene Fernsehfilm La stagione delle piogge über die Ermordung des Erzbischofs Óscar Romero wurde viel beachtet. Sein einziger auch im Kino gezeigter Film blieb dagegen weithin unbekannt.
Als Schriftsteller und Autor wirkte er an einem Theaterstück, dem 1964 erschienenen I giorni dell'amore, und veröffentlichte sieben Romane. Der Krimi Das Leuchten der Sirene erschien auch auf Deutsch und wurde verfilmt.

## Filmografie
- 1980: Racconto d'autunno (Fernsehfilm)
- 1983: La stagione delle piogge (Fernsehfilm)
- 1989: Comprarsi la vita